# Мемуари Ванітаса
Мемуари Ванітаса (яп. ヴァニタスの手記, Ванітасу но каруте) — шьонен-манґа, яку написала Мочідзукі Джюн. Глави публікуються в щомісячному журналі Monthly Gangan Joker з 22 грудня 2015 року. Дійство в манзі розвивається в Парижі XIX століття на тематику стимпанку і вампірів.
28 березня 2021 року була анонсована аніме-адаптація. Прем'єра аніме-серіалу відбулася влітку 2021.
У 2023 році, манґа була видана в Україні виданням Наша ідея.

## Сюжет
Париж, ХІХ століття. Епоха стимпанку. Вампір Ной Архівіст прибуває до Парижа у пошуках «Мемуарів Ванітаса», книги, яка за легендою може керувати справжніми іменами вампірів, а її володар стане тим, хто їх знищить. На підступах до міста він зустрічає власника цієї книги, таємничої людини, котрий взяв собі ім'я Ванітас і займається лікуванням вампірів, що обурюються жагою крові. Той пропонує йому приєднатися.

## Персонажі
- Ной Архівіст (яп. ノエ・アルシヴィスト, Noe Arushivisuto) — молодий провінціальний вампір, котрий жив у лісах Аверуани. Йому доручено вчителем розпізнати силу «Мемуарів Ванітаса». Володіє силою бачити минуле того, чию кров він питиме. Вид — вампір.

Сейю: Ішікава Кайто (дорослий), Нанасе Аяка (дитинство)
- Ванітас (яп. (ヴァニタス, Vanitasu) — людина, власник «Мемуарів Ванітаса», самозаявлений лікар вампірів. Він — той, хто успадкував ім'я Ванітаса та його книгу. Піддавався експериментам Моро під номером 69, тому має невластиву людині живучість і здатний відбирати силу вампірів дотиком лівої руки. Вид — людина.

Сейю: Ханае Нацукі
- Жанна, Відьма червоного полум'я (яп. 業火ごうかの魔女まじょ«ジャンヌ», Gouka no Majo «Jannu») - вампір-бурро, іншими словами — кат, якому доручають вбивати вампірів, що порушують закон. Служить лорду Августу Рутвену та його племіннику, Луці Оріфлему.

Сейю: Мінасе Інорі
- Ванітас Блакитного Місяця (яп. 蒼そう月げつの吸きゅう血けつ鬼き«ヴァニタス», Sōgetsu no Kyūketsuki "Vanitasu") — оригінальний Ванітас, перший з вампірів Блакитного Місяця та творець «Мемуарів Ванітаса». Він поклявся помститися вампірам Кривавого Місяця, з яких і складається спільнота вампірів.

Сейю: Ромі Пак
- Домінік (Домі) де Сад (яп. ドミニク・ド・サド, Dominiku do Sado) - лицар королеви вампірів. Подруга дитинства Ноя та сестра-близнюк Луї. Походить з аристократичного роду вампірів кармінного місяця. Дитинство провела разом з братом та Ноєм Архівістом в замку свого дідуся в лісі. Має любовні почуття до Ноя і намагається будь-що його захистити та розрадити. Вид — вампір.

Сейю: Каяно Аї
- Луї де Сад (яп. ルイ・ド・サド, Rui do Sado) — брат-близнюк Домінік та друг дитинства Ноя. Вдумливий і тихий. Любить читати та проводити час з друзями. В трохи старшому віці дізнається про себе страшну таємницю, проте тримає це в секреті від Ноя та Домі. Вид — вампір.

Сейю: Шімабукуро Міюрі

## Медіа

### Манґа
Назва нової роботи Джюн Мочідзукі вперше була оголошена в листопадовому випуску Gangan Joker за 2015 рік, незабаром після завершення його попередньої роботи — Pandora Hearts. 2 квітня 2020 року Джюн Мочідзукі оголосив, що манга піде на безстрокову перерву через пандемію COVID-19. Публікацію манґи було відновлено 25 листопада того ж року.

### Аніме
28 березня 2021 року було оголошено, що серіал отримає аніме-адаптацію від студії Bones під керівництвом Томоюкі Ітамури, сценарій напише Деко Акао, а дизайн персонажів створить Йошіюкі Іто.
Прем'єра серіалу відбулася 2 липня 2021 року, аніме має йти два «кура», тобто два звичайних сезони по три місяці кожен.
Funimation ліцензувала серіал за межами Азії. Plus Media Networks Asia ліцензувала серію в Південно-Східній Азії та випустила її на Aniplus Asia.
5 серпня 2021 року Funimation оголосили, що серіал отримає англійський дубляж, прем'єра якого відбулася наступного дня.
Друга частина виходила з січня по квітень 2022 року. Тема відкриття — «Sora to Utsuro» у виконанні Sasanomaly, а тема «0 (Zero)», що закриває, у виконанні LMYK.

## Критика
За словами критиків Anime News Network, Джюну Мочідзукі вдається унікально поєднувати фентезійний сетинг XIX століття з посиланнями на сучасність. Особливо примітна увага до найдрібніших деталей — одягу людей на вулицях або дизайну повітряного корабля La Baleine. На відміну від минулої роботи автора «Серця Пандори», яка брала натхнення у «Пригодах Аліси в країні чудес», «Мемуари Ванітаса» надихаються міфологією та класичними казками.
Прем'єра аніме була позитивно оцінена критиками, особливо була відзначена його стилістика та захопливий візуальний ряд серіалу.